# Manufaktura porcelánu Clignancourt
Manufaktura porcelánu Clignancourt (francouzsky Manufacture de porcelaine de Clignancourt) je bývalá manufaktura na výrobu porcelánu v Paříži. Její pozůstatky se nacházejí na rohu ulic Rue du Mont-Cenis a Rue Marcadet v 18. obvodu ve čtvrti Clignancourt. Byla založena na konci 18. století pod ochranou vévody z Provence, bratra Ludvíka XVI. a pozdějšího krále Ludvíka XVIII. Budova je od roku 1965 chráněná jako historická památka.

## Historie
Ložiska kaolinu byla ve Francii objevena v 60. letech 18. století a podmínila vytvoření porcelánek. Monopol získala královská manufaktura v Sèvres a nové podniky mohly vzniknout jen pod přímou ochranou vysokých šlechticů.
Architekt a stavitel Pierre Deruelle koupil v roce 1771 pro svou nevlastní matku budovy ve vsi Clignancourt u Paříže v oblasti dnešní ulice Rue Marcadet. Po letech výzkumu v roce 1775 založil Deruelle manufakturu na výrobu porcelánu, která byla akciovou společností. Manufaktura byla pod patronací hraběte z Provence, králova bratra. Hrabě udělil Deruellovi patent 25. října 1775. Nová porcelánka používala značku L. S. X. (Louis Stanislas Xavier) podle jmen hraběte. Manufaktura měla až 93 dělníků.
Mezi manufakturami v Sèvres a Clignancourtu panovala velká konkurence. Pouze porcelánka v Sèvres měla právo užívat polychromii a zlato pro výzdobu svého porcelánu. Teprve v roce 1787 získala toto povolení i manufaktura v Clignancourtu.
Manufaktura fungovala do roku 1799. Úbytek bohaté klientely pronásledované během Velké francouzské revoluce a změna celé ekonomomické situace vedly k uzavření závodu. Budovy byly prodány v aukci 23. srpna 1800.
Poté se manufakturu pokusil obnovit Pierre Marie Caillois, který ji koupil za 15 000 franků, ale výrobu zastavil už po několika měsících. Věřitelé nechali rozprodat majetek v roce 1803 za 12 000 franků. Budova byla částečně zbořena v roce 1909. Zachované prvky, zejména nárožní věžička obvodní zdi, byly v roce 1965 zapsány na seznam historických památek.